# Rubén Salvador Pérez del Mármol
Rubén Salvador Pérez del Mármol, més conegut simplement com a Rubén Pérez és un futbolista andalús, nascut a la localitat sevillana d'Écija, el 26 d'abril de 1989. Ocupa la posició de migcampista. Actualment juga al Panathinaikos FC.

## Trajectòria
Es va iniciar al planter de l'Écija Balompié i el 2004 va arribar a les categories inferiors de l'Atlètic de Madrid. Es tracta d'un migcampista amb bona col·locació i que tracta bé la pilota. Des de finals de la temporada 2008/2009 és convocat per jugar amb el primer equip en nombroses ocasions.
El 20 de juliol de 2010 el migcampista passa a ser jugador del Deportivo de la Corunya, estant cedit pel Club Atlètic de Madrid durant 2 anys. En la seva primera temporada a primera divisió, el jugador fou elegit juntament amb Antoine Griezmann (Reial Societat), i Iker Muniain (Athletic Club) com a jugador revelació de la temporada per la LFP.
El juny de 2011 formà part de la selecció espanyola de futbol Sub-21 que va guanyar el Campionat d'Europa de futbol sub-21 de 2011, celebrat a Dinamarca.
El 31 d'agost de 2011 s'acorda entre el Club Atlètic de Madrid, Deportivo de la Corunya i Getafe Club de Futbol la cessió per un any a aquest últim equip.
El juny de 2012 fou cedit al Real Betis Balompié per un any. Mentre encara tenia contracte amb l'Atlético, va ser cedit, els anys següents, a l'Elx CF, al Torino FC de la Serie A i al Granada CF; amb aquest darrer equip va acabar signant contracte per quatre anys el 8 d'agost de 2015.
El 9 d'agost de 2016, Pérez fou cedit al CD Leganés per la temporada. El següent 29 de juny la cessió fou ampliada a un any més.
Després de rescindir el contracte amb el Granada, Pérez va signar contracte per quatre anys amb el Leganés.

## Palmarès
Campionats internacionals
| Títol           | Club                                | País      | Any  |
| --------------- | ----------------------------------- | --------- | ---- |
| Eurocopa Sub-21 | Selecció de futbol sub-21 d'Espanya | Dinamarca | 2011 |